# Trazo C
O Trazo C by Dodge é um sedan compacto apresentado pela Dodge na edição de 2008 do Salão de São Paulo. O modelo é produzido pela Nissan para a Chrysler e foi especialmente desenvolvido para o mercado latino-americano.